# Шингетти
Шингетти (араб. شنقيط‎, фр. Chinguetti) — город в Мавритании, административный центр департамента Шингетти в области Адрар.

## Географическое положение
Расположен в 70 км к востоку от города Атар, на высоте 308 м над уровнем моря. Памятник всемирного наследия ЮНЕСКО.

## История
Изначально населённый пункт в этом месте был основан в 777 году, и к XI веку стал торговым центром конфедерации берберских племён, известной как Санхаджи, которая впоследствии вошла в союза Альморавидов.
В середине XIII века город возродился как ксар (укреплённое поселение) на транссахарских торговых путях. Так как город был первым остановочным пунктом паломников, направлявшихся из Магриба в Мекку, то он стал святым городом, в нём были основаны школы, где учеников учили риторике, астрономии, математике, медицине и правоведению. В течение многих веков Мавритания была известна в арабском мире как «земля Шингетти», а сам город в Западной Африке иногда называли «седьмым святым городом ислама».

## Население
По данным на 2013 год численность населения города составляла 4370 человек.
Динамика численности населения города по годам:
| 2000 | 2013  |
| ---- | ----- |
| 4711 | 4 370 |

## Достопримечательности
- Шингеттиская соборная мечеть

## Города-побратимы
- Фес, Марокко
- Альмуньекар, Испания